# Federaal District (mesoregio)
Mesoregio Federaal District is de enige mesoregio van het Braziliaanse Federaal District. Zij grenst aan de mesoregio's Leste Goiano (GO) en Noroeste de Minas (MG). De mesoregio heeft een oppervlakte van ca. 5.802 km². In 2005 werd het inwoneraantal geschat op 2.333.108.
Eén microregio behoort tot deze mesoregio:
- Brasília